# Daniel Boduszek
Daniel Boduszek (ur. 17 października 1979 w Nowogardzie), polsko-brytyjski psycholog kryminalny, profesor nauk społecznych, wykładowca akademicki obecnie związany z SWPS Uniwersytetem Humanistycznospołecznym.

## Życiorys
Doktorat (Ph.D.) z psychologii kryminalnej uzyskał na University of Ulster (Wielka Brytania, 2013), habilitacje z psychologii na Uniwersytecie SWPS (2015) a profesurę z psychologii kryminalnej na University of Huddersfield (Wielka Brytania, 2016). W 2021 Prezydent RP nadał Danielowi tytuł naukowy profesora nauk społecznych. Jest także licencjonowanym psychologiem (British Psychological Society), licencjonowanym naukowcem (UK Science Council) oraz posiada kwalifikacje wykładowcy uniwersyteckiego (UK Higher Education Academy/Advanced EA).
Jest założycielem recenzowanego międzynarodowego czasopisma naukowego Journal of Criminal Psychology oraz członkiem rad redakcyjnych Journal of Criminal Justice, Deviant Behavior, Frontiers in Psychology (Forensic and Legal), Clinical Child Psychology and Psychiatry, Journal of Rational-Emotive & Cognitive-Behavior Therapy, International Journal of Environmental Research and Public Health, Polish Psychological Bulletin i Current Issues in Personality Psychology.
Posiada szerokie doświadczenie w pracy w więzieniach w różnych krajach. Prowadzi badania naukowe wśród więźniów i ofiar przemocy wobec kobiet i dzieci w Stanach Zjednoczonych, Wielkiej Brytanii, Irlandii, Pakistanie, Indiach, Tanzanii, na Karaibach i w Polsce. Jego zainteresowania naukowe obejmują zagadnienia psychopatii kryminalnej, kryminalnych struktur poznawczych, samobójstw i zdrowia psychicznego w więzieniach, a także problematykę zabójstw, recydywy oraz prizonizacji. Jest autorem nowego modelu psychopatii Psychopathic Personality Traits Model (PPTM) oraz związanego z nim instrumentu pomiarowego Psychopathic Personality Traits Scale – Revised (PPTS-R). Zaproponował także nową teorię Criminal Social Identity oraz Measure of Criminal Social Identity (MCSI-R).
Jego badania były finansowane przez European Commission, Economic and Social Research Council, UNICEF, RCUK Global Challenges Research Fund i zostały opublikowane w międzynarodowych czasopismach recenzowanych.
Na katowickim wydziale Uniwersytetu SWPS prowadzi zajęcia z psychologii zachowań przestępczych i metodologii psychologii kryminalnej. Związany jest także z University of Huddersfield, gdzie zajmuje stanowisko profesora psychologii kryminalnej (full Professor of Criminal Psychology) oraz prowadzi wykłady z Theories of Criminal Psychology na Uniwersytecie Gdańskim (Wydział Prawa i Administracji).